# منظم الجهد الخطي

مخطط صندوقي لمنظم الجهد في دارة إلكترونية.

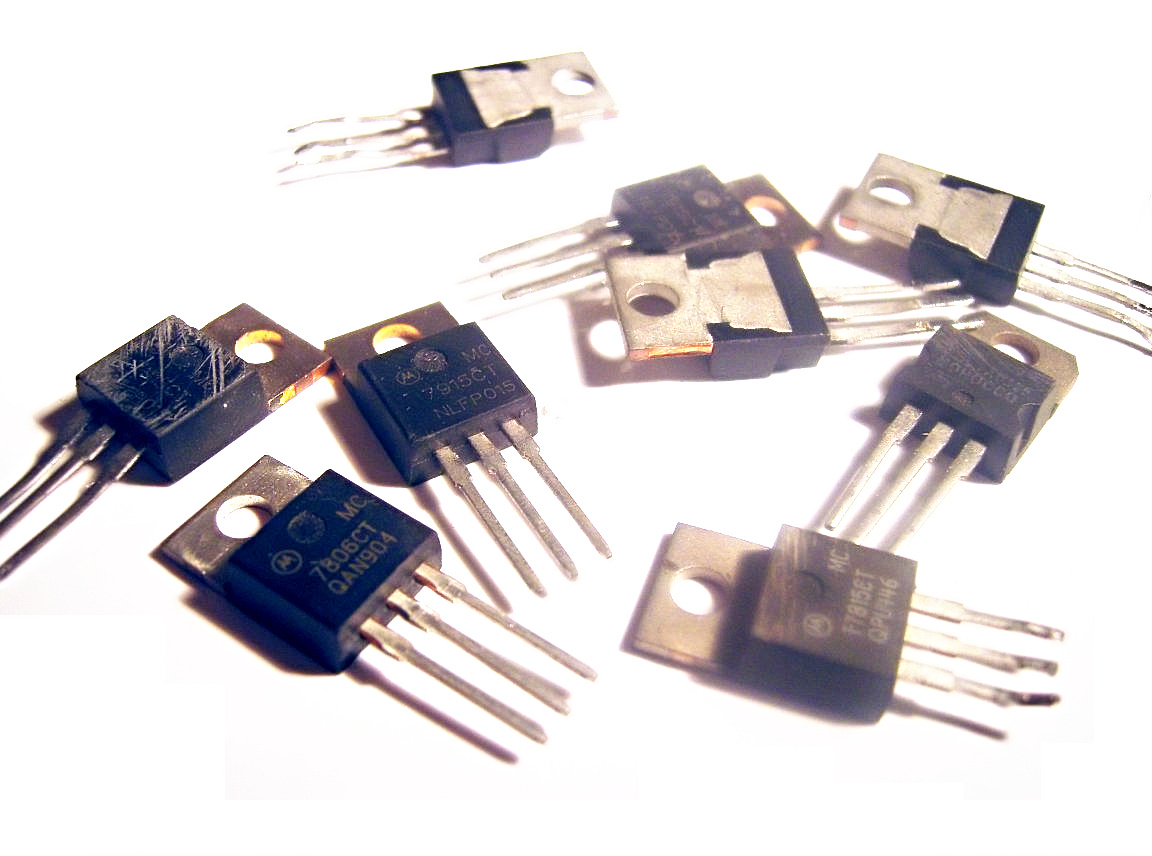
منظمات الجهد الخطي.

منظم الجهد الخطي (بالإنجليزية Linear voltage regulator) ويختصر بـ (regulator) هو قطعة الكترونية مصنوعة من أشباه الموصلات تستخدم لإمداد الدائرة بفولتية ثابتة عن طريق تغيير المقاومة طبقا للحمل مسببة ثبات الخرج عند قيمة محددة تحددها نوع القطعة.
وتعتبر من القطع الهامة لتقويم التيار في امداد الدوائر والأجهزة الإلكترونية بتيار ثابت الفولتية تماماً.

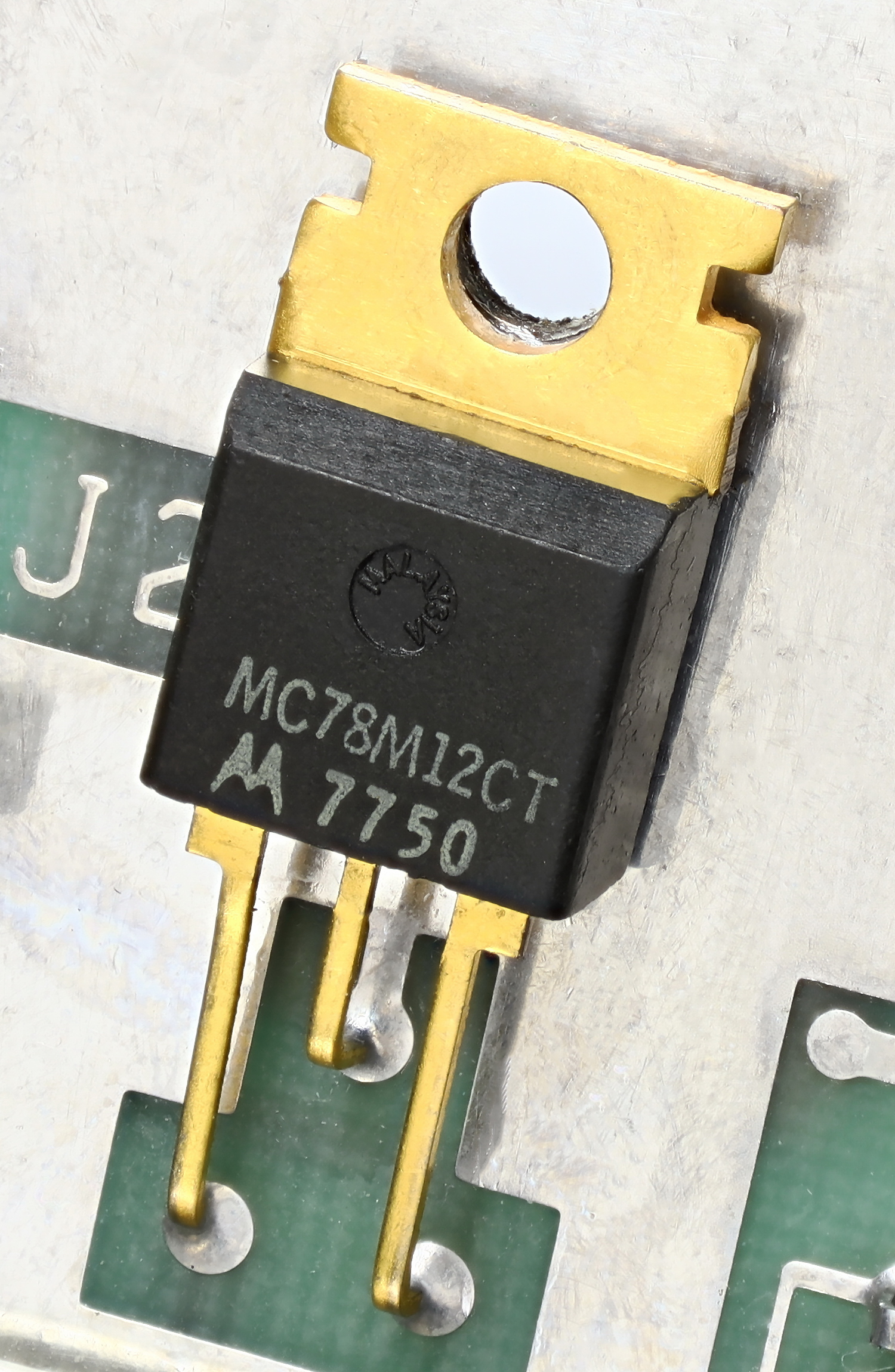
منظم جهد خطي 12 فولت.

## أنواعها
تشترك هذه القطع في أن لها تسمية مشتركة هي 78xx كمنظم جهد خطي موجب و79xx كمنظم جهد خطي سالب.
ويتحدد فولت الخرج بالرقمين الأخيرين xx مثلا:
7803 تخرج 03 فولت
7805 تخرج 05 فولت
7806 تخرج 06 فولت
7809 تخرج 09 فولت
7812 تخرج 12 فولت

## مميزاتها
- بساطة التصميم وسهولة الاستخدام.
- يقوم بحماية الدائرة من سحب قدرة مرتفعة نتيجة طبيعة الحمل أو بسبب قصر الدائرة.
- يعتبر قطعة اساسية في دوائر أخرى لتنظيم التيار كدوائر تنظيم الجهد المفتاحية.

## عيوبها
- يجب أن يزيد جهد الدخل عن جهد الخرج بفولتين اثنين على الأقل، وإلا سينخفض جهد الخرج.
- يجب ألا يزيد جهد الدخل عن قيمة محددة، لكي لا ترتفع حرارة منظم الجهد.
- لا يستطيع إمداد الدائرة بكمية كبيرة من التيار تزيد عن أمبيرين اثنين.